# 萨索堡
萨索堡（義大利語：Castel di Sasso）是意大利卡塞塔省的一个市镇。总面积20平方公里，人口1192人，人口密度59.6人/平方公里（2009年）。ISTAT代码为061024。